# Dioryctria schuetzeella
Dioryctria schuetzeella là một loài bướm đêm thuộc họ Pyralidae. Nó được tìm thấy ở châu Âu.
Sải cánh dài 21–28 mm. Con trưởng thành bay làm một đợt từ tháng 6 đến tháng 8.
Sâu bướm ăn các loài Picea abies.

## Hình ảnh

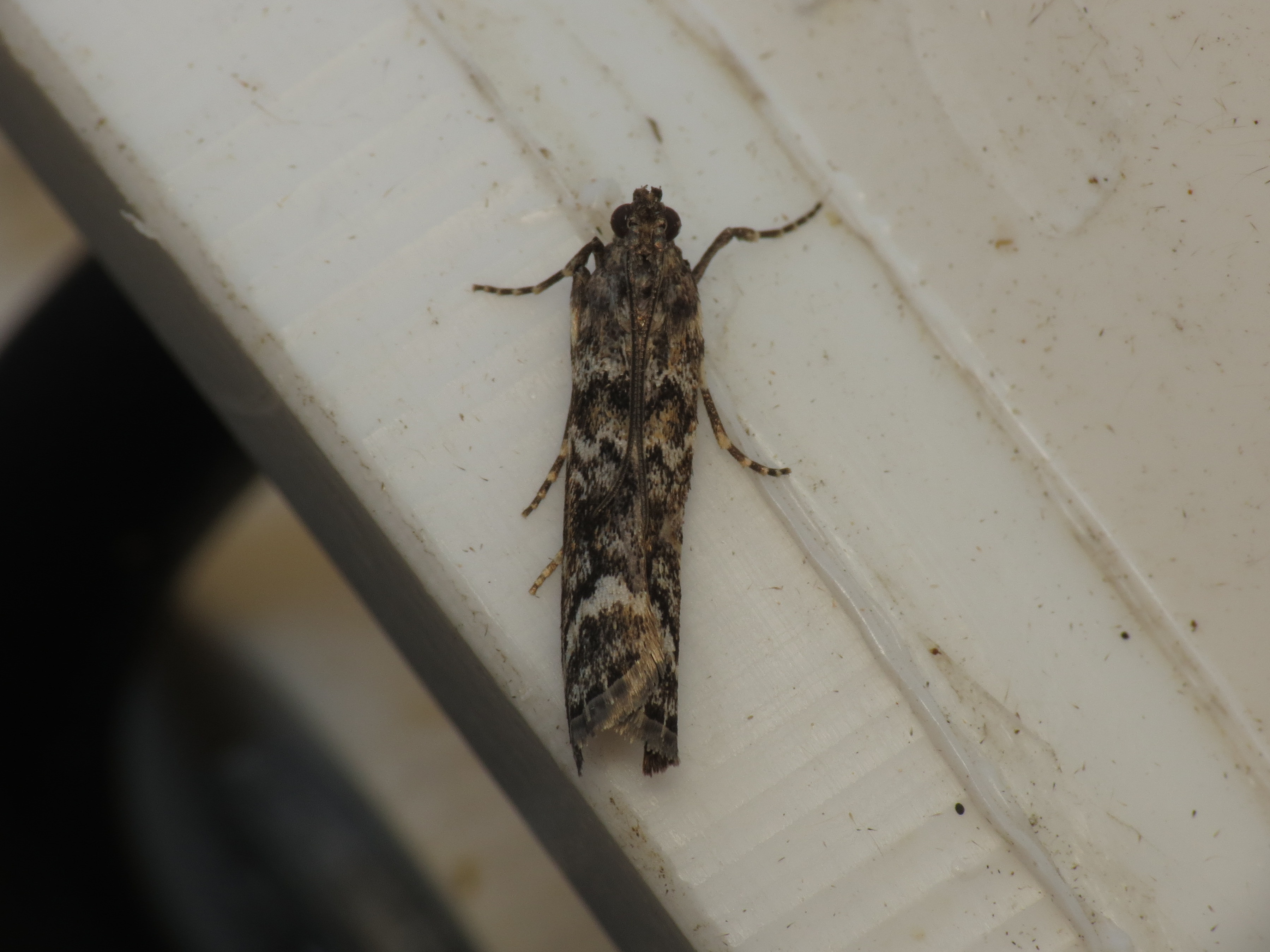
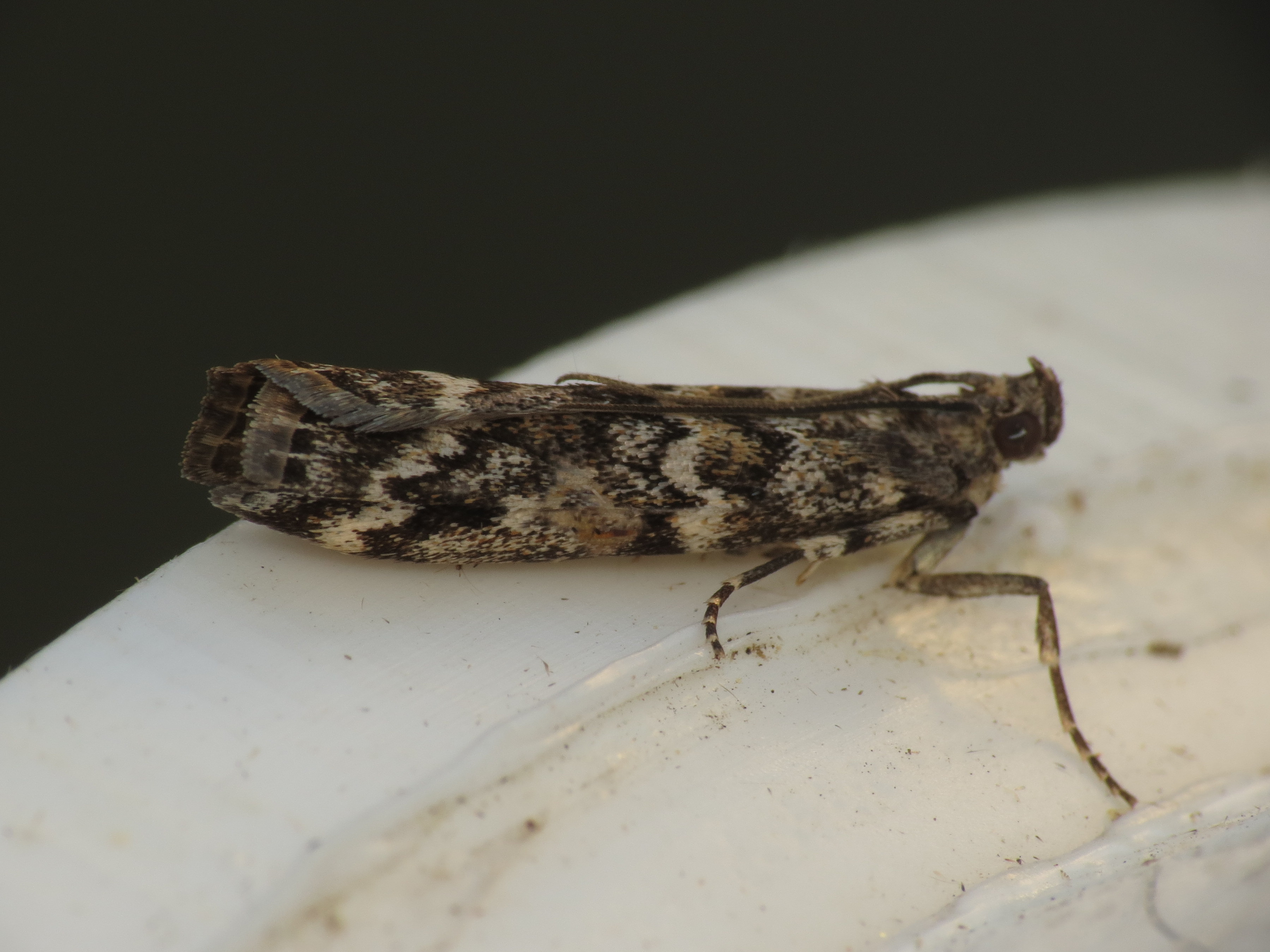